# فابورگ
فابورگ (به لاتین: Faaborg) یک شهرک در دانمارک است که در استان سیددانمارک واقع شده‌است.

## نگارخانه

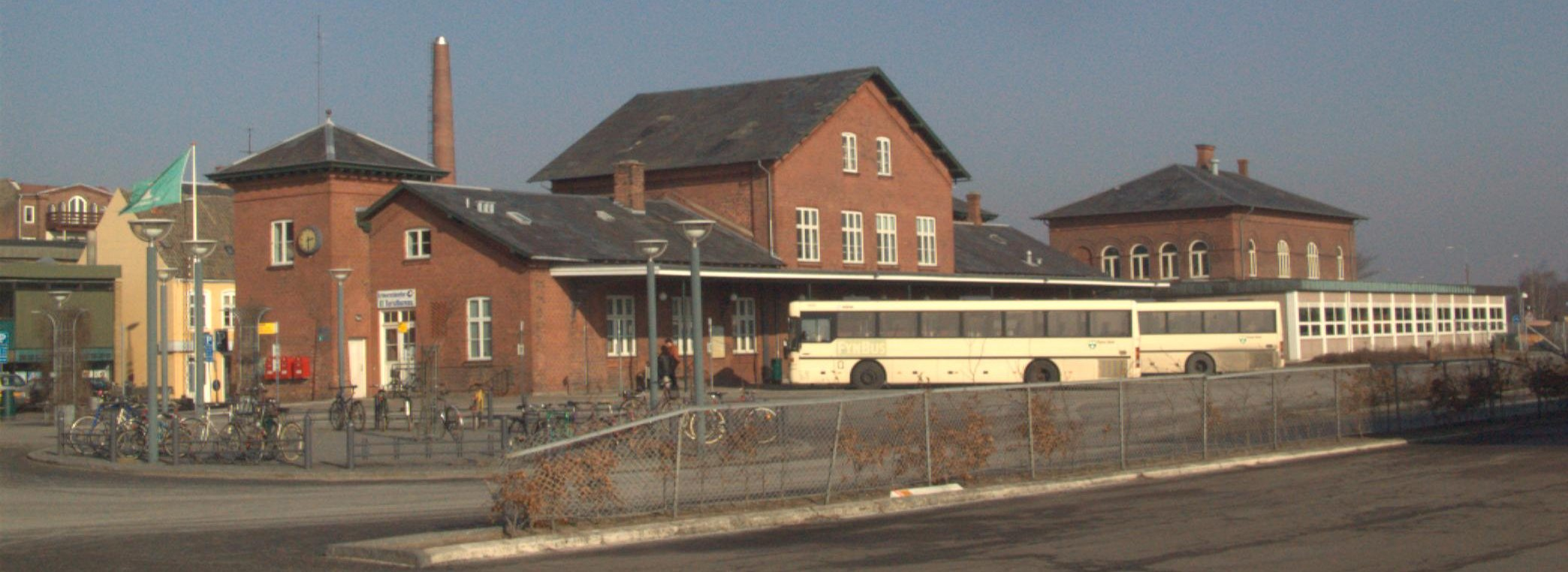
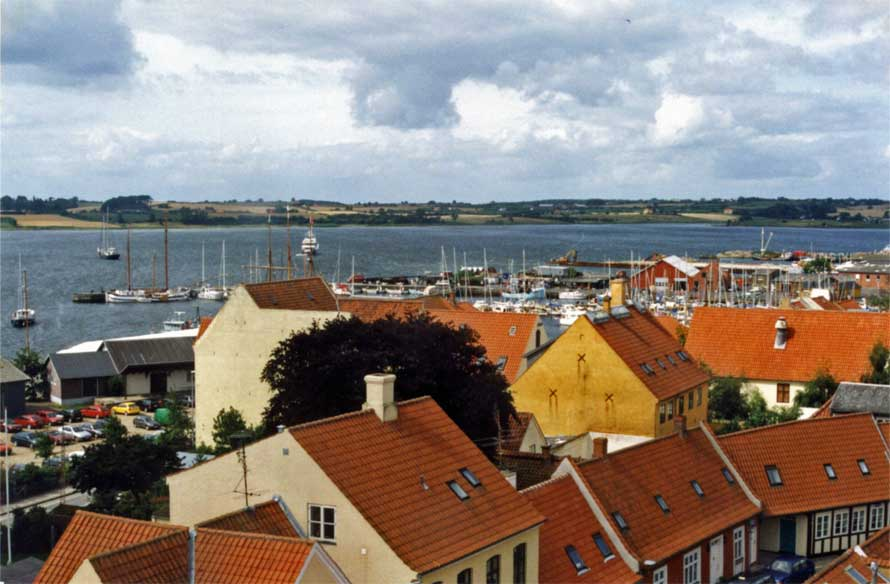
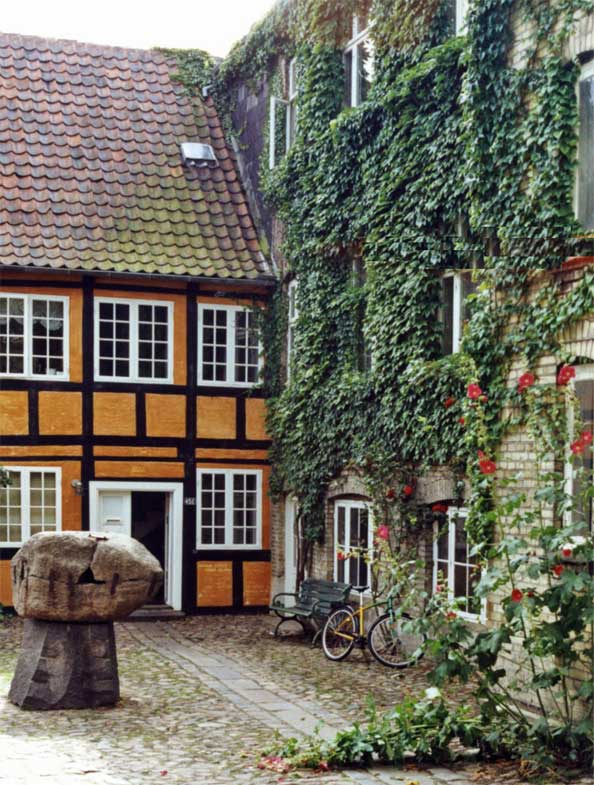
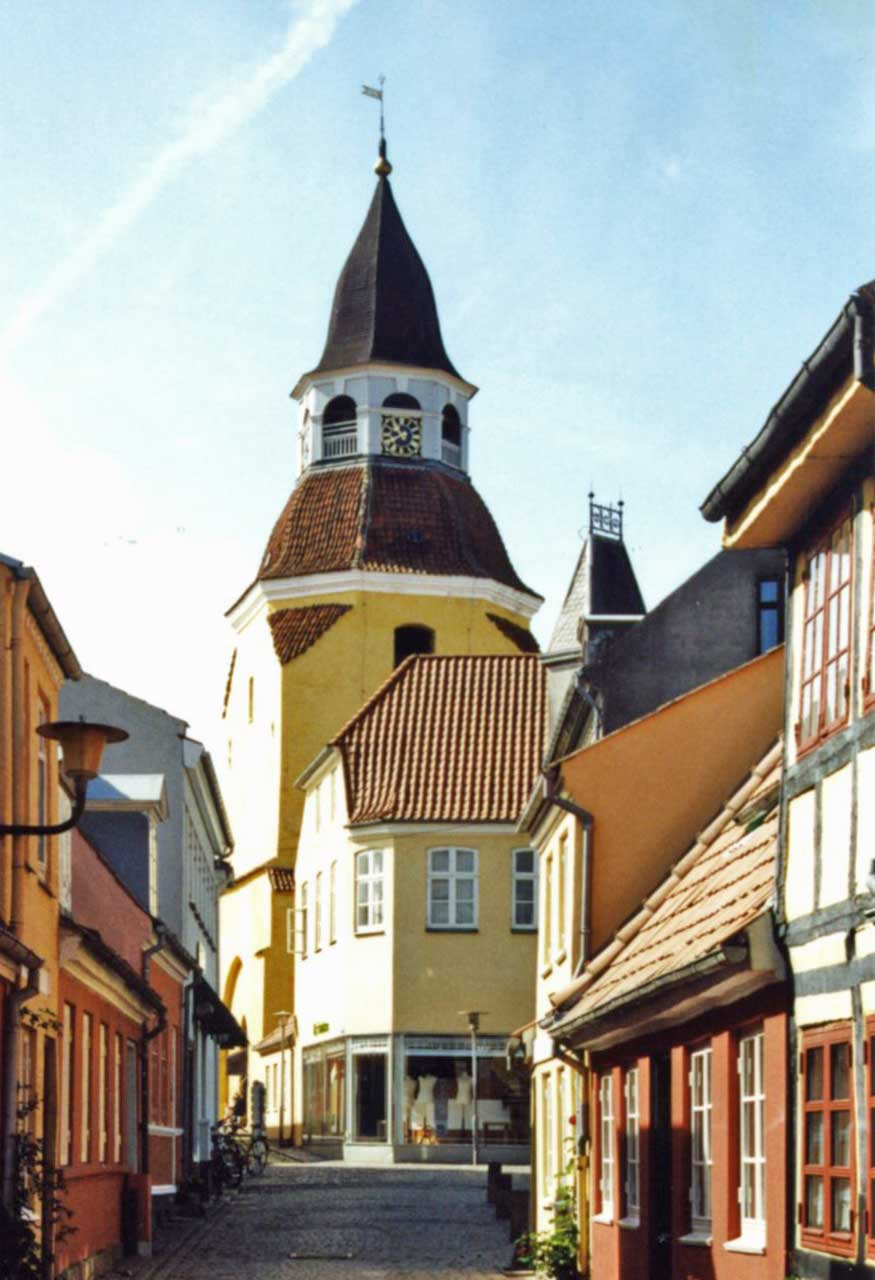
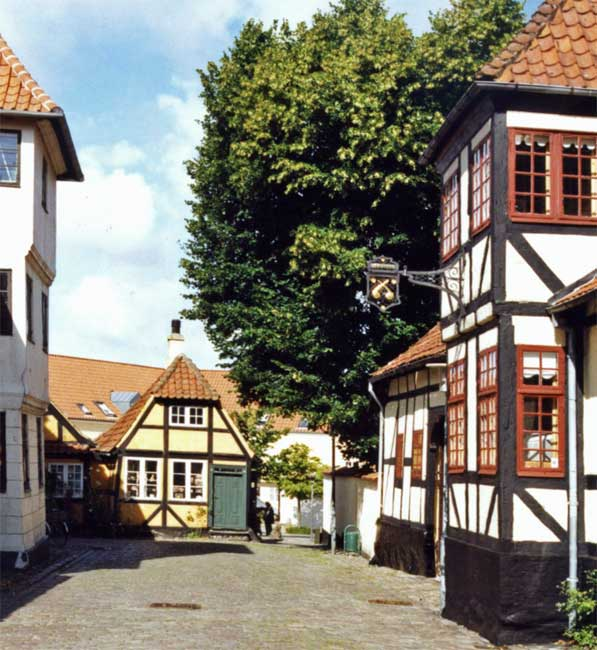
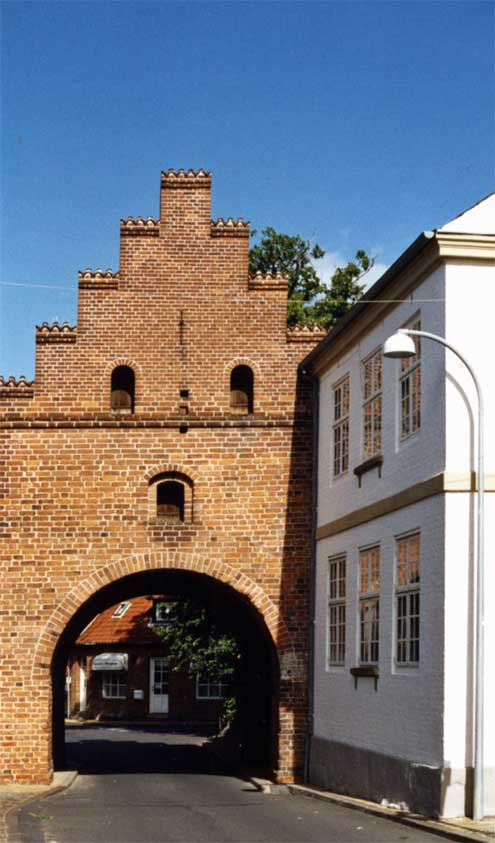
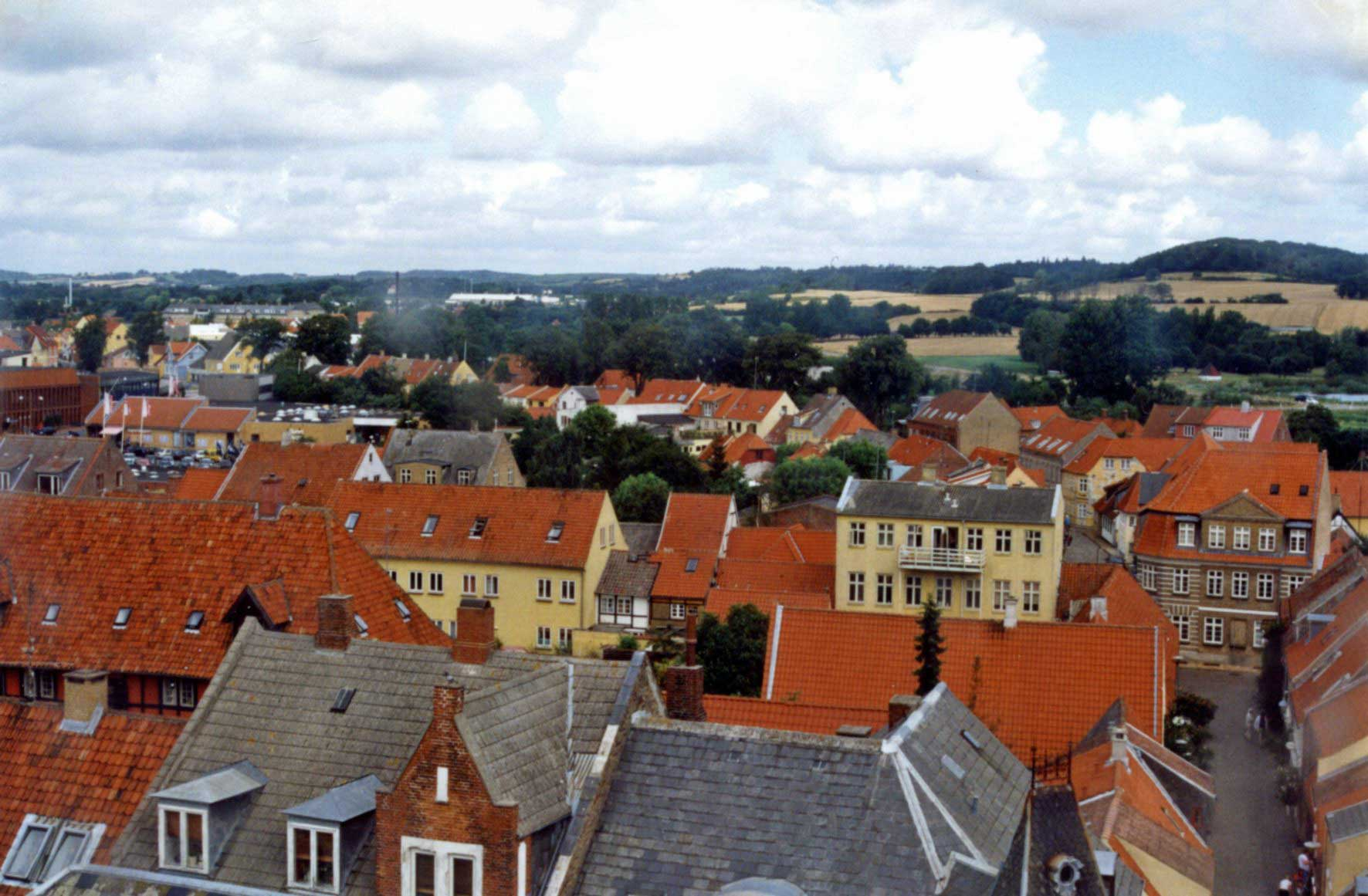
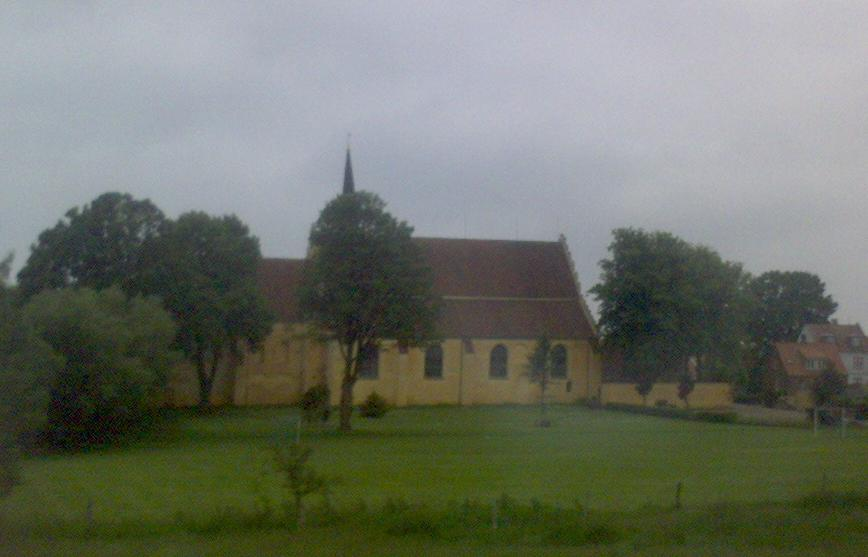

## خصوصیات
فابورگ ۷٬۱۷۸ نفر جمعیت دارد.

## خواهرخوانده
شهر کاپلن خواهرخواندهٔ فابورگ هست.